# Franz Oppenheimer
Franz Oppenheimer (Berlijn, 30 maart 1864 — Los Angeles, 30 september 1943) was een Duits arts, socioloog en econoom, bekend van het in 1908 verschenen Der Staat.

## Persoonlijk leven
Oppenheimer studeerde geneeskunde in Freiburg im Breisgau en promoveerde in Berlijn bij Paul Ehrlich, waarna hij van 1886 tot 1895 als arts in Berlijn werkte. Vanaf 1890 begon hij zich bezig te houden met sociaal-politieke vraagstukken en sociale economie. Na zijn tijd als arts werd hij hoofdredacteur van het blad Welt am Morgen, waar hij kennismaakte met Friedrich Neumann.
In 1909 promoveerde Oppenheimer op een proefschrift over David Ricardo. Van 1909 tot 1917 was hij privéleraar in Berlijn en de twee jaar daaropvolgend titulair professor. In 1914 was hij een van de oprichters van het Duitse comité ter bevrijding van Russische joden. In 1919 kreeg hij een leerstoel in politieke economie en de eerste leerstoel van Duitsland in  sociologie aan de Universiteit van Frankfurt. Deze leerstoelen bezette hij tot 1929, toen Karl Mannheim hem opvolgde.
Van 1934 tot 1935 doceerde Oppenheimer in Palestina. In 1936 werd hem het erelidmaatschap van de American Sociological Association verleend. In 1938 vluchtte hij via Tokio en Shanghai naar Los Angeles, om vervolging door de nazi's te voorkomen. In 1941 was hij een van de oprichters van The American Journal of Economics and Sociology.
Oppenheimer trouwde tweemaal en kreeg in totaal drie kinderen.

## Wetenschappelijk werk

### Der Staat
In de jaren 20 van de twintigste eeuw was Oppenheimers werk Der Staat uit 1908 een wijdverspreid en veel bediscussieerd boek. Het werd vertaald in het Engels, Frans, Hongaars, Servisch, Japans, Hebreeuws, Yiddisch en Russisch en vormde inspiratie voor onder andere Dan Halutz en Murray Rothbard.
In tegenstelling tot bijvoorbeeld Locke, verwierp Oppenheimer de ideeën voor een sociaal contract en sloot zich meer aan bij door Ludwig Gumplowicz geopperde theorieën over de sociale genealogie van de staat.
Oppenheimer beschouwde kapitalisme als uitbuiting en zag de staat als schepper van de ongelijkheid. Hij beschouwde zichzelf als liberale socialist en als voorstander van het marktsocialisme. Hij besteedde veel tijd aan het adviseren van mensen die vrijwillige, gemeenschappelijke ondernemingen wilden stichtten (vooral kibboetsen). Hij verwierp de zienswijzen van anarchisten an revolutionaire socialisten als onnodig pessimistisch. Niet geweld, maar evolutie zou gewenste sociale veranderingen teweegbrengen. Zijn ideaal was een staat zonder klassen waarin bureaucratie de onpartijdige bewaker zou zijn van de gemeenschappelijke behoeften.
In de Verenigde Staten werd Oppenheimer een aanhanger van de sociale hervormer Henry George. Hoewel Oppenheimer en George de staat als langdurige beschermer van privileges zagen, geloofden ze ook dat het radicaal was veranderd door democratie. Overheidsdienaren werden gedwongen een menselijke kant te laten zien waardoor de politieke klasse kwetsbaar was. Oppenheimer zag het nationaalsocialisme en het bolsjewisme als laatste pogingen om vroegere tirannieën te herstellen. Hij hoopte dat hun neergang zou leiden tot een opmaat voor een volledig liberaal tijdperk.
In totaal schreef Oppenheimer gedurende zijn leven ongeveer 40 boeken en 400 essays over sociologie, economie en de politieke vraagstukken van die tijd.

### Promovendi en studenten
- Ludwig Erhard (1897-1977), promovendus, later bondskanselier van Duitsland
- Kurt Goldstein (1978-1965), assistent
- Paul Tillich (1886-1965), student